# James Quinn
Stephen James Quinn, född 15 december 1974 är en före detta fotbollsspelare från Nordirland.
James Quinn spelade som forward för ett flertal engelska klubbar och var även en del av Nordirlands landslag under elva år mellan 1996 och 2007. Sammanlagt spelade han 50 A-landskamper. Han avslutade sin spelarkarriär hösten 2007.